# Jorge Délano
Jorge Délano Frederick, más conocido como Coke (Santiago, 4 de diciembre de 1895-Santiago, 9 de julio de 1980), fue un periodista y caricaturista chileno, conocido principalmente por su trabajo en la revista Topaze. Además, fue escritor, pintor, cineasta, hipnotizador y seguidor de la parapsicología. Filmó en 1934 la primera película sonora chilena, Norte y sur, y ganó, entre muchas otras distinciones, el Premio Nacional de Periodismo en 1964.

## Biografía
Fue el octavo hijo de Alfredo Délano Rojas y de Emma Frederick Ledesma. Demostró sus habilidades artísticas desde muy pequeño, publicando su primer dibujo a los 10 años de edad como caricaturista. En 1911 ingresó al Instituto Nacional, y comenzó a colaborar con Alma Joven, una revista organizada por alumnos de cursos superiores, y en El Peneca y Corre Vuela, todas publicadas por la editorial Zig-Zag.
Casado con Raquel Ramírez Rahausen y padre de Jorge Délano Ramírez y de Adriana Délano Ramírez.

### Primeros años
En 1913, estando aún en el último año de su educación secundaria, comenzó sus estudios de pintura en la Escuela de Bellas Artes, con el gran maestro Fernando Álvarez de Sotomayor, siendo el más longevo integrante de la Generación del Trece. De este periodo son sus primeros intentos cinematográficos. En 1913 escribe y filma El Billete de Lotería, estrenada en 1914, su primera película con en la que también actúa, bajo el seudónimo de René Blas, pues intenta esconder que faltó a clases día por medio durante las filmaciones. Por ella a veces se lo señala como autor de la primera película chilena. En 1917 también actúa en El hombre de Acero.

### Inicio de su carrera profesional
Ingresó al Diario Ilustrado como caricaturista. Durante el gobierno de Arturo Alessandri Palma (1920-1925) el diario se volvió profundamente de oposición. Como Director Artístico, y para ampliar la línea editorial del diario, incluyó un suplemento en color, que aumentó la popularidad del diario, hasta triplicar las ventas de la edición dominical entre 1920 y 1924. El gran legado de esta etapa fue la creación del perro Toby, personaje muy bien recibido por la opinión pública, y que explotaría durante los siguientes años. El can comentaba de forma satírica la actualidad política. 
Luego ingresó al diario La Nación, donde estuvo hasta 1931. Ahí creó uno de sus personajes más entrañables, Juan Verdejo Larraín. El personaje, que luego sería editado en la revista Topaze, era un roto chileno, pobre, optimista, despistado, pero con gran juicio político.
En 1929 viaja a California, Estados Unidos, con una beca otorgada por el gobierno, para estudiar las técnicas del cine sonoro. El dinero prometido nunca llegó, por lo que tuvo que mantener a su familia realizando exposiciones y actuando de extra. Al volver filma la galardonada La Calle del Ensueño, y unos años después Norte y sur, protagonizada por Hilda Sour y Alejandro Flores, (1933), la primera película sonora sudamericana.
En 1942, Délano fue el anfitrión de Walt Disney en su visita a Chile, con quien entabló una significativa relación. Disney envió a Délano un cablegrama invitándolo al estreno del largometraje Saludos amigos en Santiago. En el corto dedicado a Chile, el personaje Pedro el avioncito transporta una carta desde Mendoza a Santiago cuyo destinatario era el propio Délano, lo cual puede apreciarse en un acercamiento que se hace de esta.

### Topaze

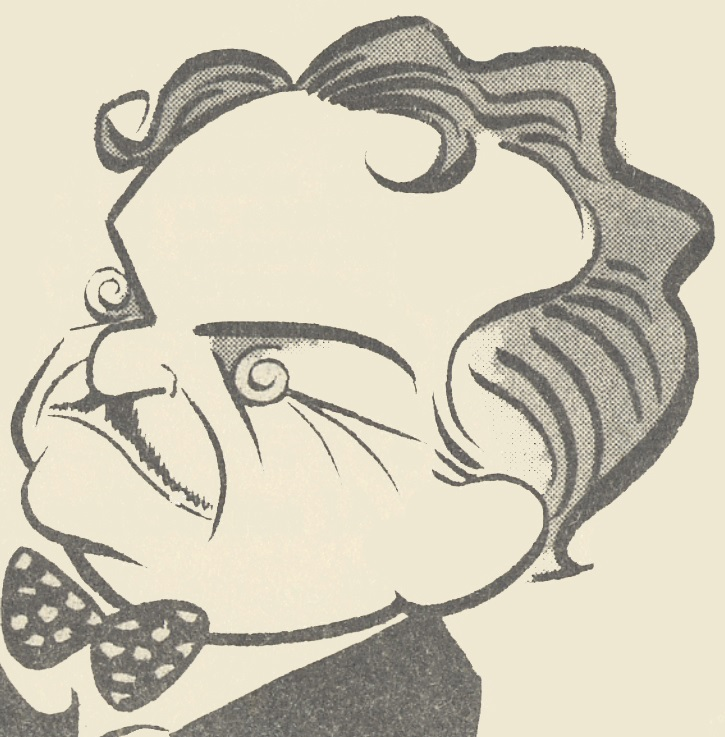
Caricatura de "Coke" hecha por Pepo en 1955.

En 1931 funda junto a Joaquín Blaya (administrador) y Jorge Sanhueza (redactor), Topaze, revista que estaría vigente hasta 1970. La revista explotaba de manera aguda la sátira política, y fue muy bien recibida por el público. Coke termina mezclando los papeles de director, redactor y dibujante, sin abandonar su oficio de cineasta. Luego del estreno de Norte y Sur, y apoyado por la CORFO, funda los Estudios Santa Elena, con apoyo financiero de la Corfo. Durante la década de 1940 filmó las películas Escándalo (1940), La chica del Crillón (1941), Hollywood es así (1944) y El hombre que se llevaron (1946).
A pesar de su popularidad, se debió enfrentar en 1937 a una querella impuesta por Arturo Alessandri en virtud de la Ley de Seguridad Interior del Estado, por una caricatura en el número 285 de su revista, donde Alessandri aparecía como un león dormido junto a Carlos Ibáñez del Campo vestido de domador. El cuadro estaba completado con el director de La Nación pintando un lienzo con un león agresivo, mientras el Profesor Topaze (personaje que dio su nombre a la revista), decía a Ibáñez: "Sabe, mi general, que el león no es como lo pintan". El Servicio de Investigaciones se incautó de algunas copias de la revista antes que saliera al mercado, y fueron quemadas. Coke recurrió la demanda, y por una sentencia de la Corte de Apelaciones, debieron devolverle las copias que no fueron quemadas.
Fue galardonado en 1964 con el Premio Nacional de Periodismo. Publicó además 3 libros, éxitos en ventas: Yo Soy Tú, Botica de Turnio y Kundalini, el Caballo Fatídico. También retrató a Pedro Aguirre Cerda, Arturo Alessandri Palma , Carlos Balmaceda Saavedra y Luis Barros Borgoño.

### Muerte
Jorge Délano falleció el 9 de julio de 1980.

## Filmografía

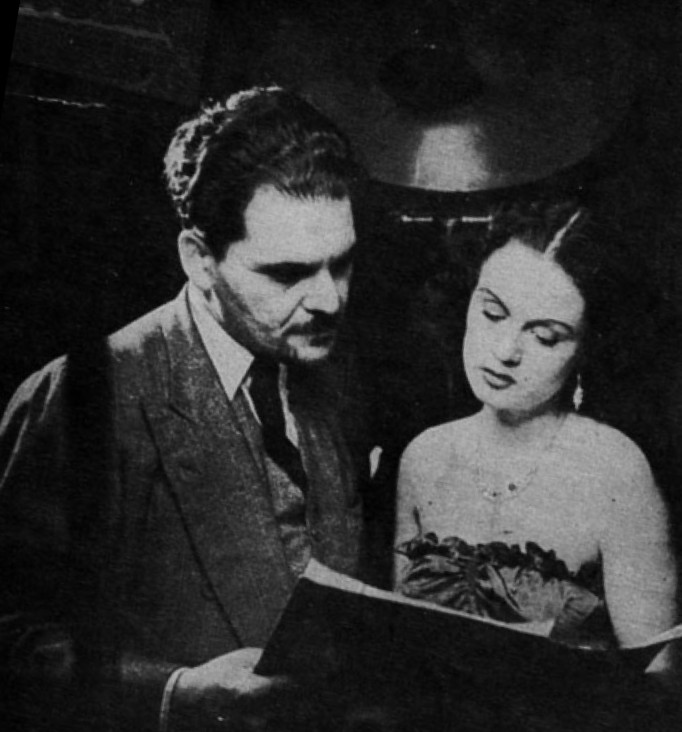
Director y estrella: "Coke" y Beverle Bush, estudiando el libreto, antes de iniciar el rodaje de las primeras escenas de "La Chica del Crillón"(1941).

### Como director
- 1925 - Juro no volver a amar
- 1925 - Rayo invencible
- 1926 - Luz y sombra
- 1929 - La calle del ensueño
- 1934 - Norte y sur
- 1940 - Escándalo
- 1941 - La chica del Crillón
- 1944 - Hollywood es así
- 1946 - El hombre que se llevaron
- 1946 - Amigo de la psicomagia
- 1949 - No lo puedo creer

### Como guionista
- 1924 - Juro no volver a amar
- 1929 - La calle del ensueño
- 1940 - Escándalo
- 1941 - La chica del Crillón
- 1944 - Hollywood es así

### Como actor
- 1917 - El hombre de acero
- 1929 - La calle del ensueño

## Premios y distinciones
Obtuvo muchos premios, estos son los siguientes:
- 1908 Mención Honrosa, Salón Oficial, Museo de Bellas Artes de la Quinta Normal (actual Museo Nacional de Bellas Artes). Santiago.[8]

- 1912 Mención Honrosa, Museo de Bellas Artes de la Quinta Normal. Santiago.

- 1919 Mención en Óleo, Salón Oficial, Museo de Bellas Artes de la Quinta Normal. Santiago.

- 1920 Tercera Medalla, Salón Oficial, Museo de Bellas Artes de la Quinta Normal. Santiago.

- 1921 Tercera Medalla, Salón Oficial, Museo de Bellas Artes de la Quinta Normal. Santiago.

- 1922 Tercera Medalla, Salón Oficial, Museo de Bellas Artes de la Quinta Normal. Santiago.

- 1926 Segunda Medalla Ex-Aequo, Salón Oficial, Museo de Bellas Artes de la Quinta Normal. Santiago.

- 1927 Premio Concurso Pictórico. Buenos Aires, Argentina.

- 1929 Gran Premio de Cinematografía, por La Calle del Ensueño. Exposición Internacional de Sevilla, España.

- 1950 Premio del Certamen Edwards, Salón Oficial, Museo de Bellas Artes de la Quinta Normal. Santiago.

- 1952 Premio Internacional de Periodismo Maria Moors Cabot, Universidad de Columbia, Estados Unidos.

- 1964 Premio de Pintura Hernando Adriazola Cruz.

- 1964 Premio Nacional de Periodismo, Santiago.

- 1977 Homenaje en el Círculo de Periodistas, por sus 65 años de trayectoria, Santiago.